# الدياب (أولاد الشريف الغربية)
الدياب هو دُوَّار يقع بجماعة أولاد الشريف، إقليم تازة، جهة فاس مكناس في المملكة المغربية. ينتمي الدوّار لمشيخة أولاد الشريف الغربية التي تضم 6 دواوير. يقدر عدد سكانه بـ 906 نسمة حسب الإحصاء الرسمي للسكان والسكنى لسنة 2004.

## روابط خارجية
- البوابة الوطنية للجماعات الترابية
- المندوبية السامية للتخطيط